# Przed zakrętem
Przed zakrętem – album polskiej piosenkarki Maryli Rodowicz, wydany w 1998 roku nakładem wydawnictwa muzycznego PolyGram i Universal.
Przy tworzeniu płyty udział wzięli m.in. Maciej Gładysz, Adam Abramek, Krzysztof Patocki i Adam Sztaba.

## Lista utworów
Opracowano na podstawie materiału źródłowego:
1. „Małgośka” (wersja Heavy Rock)
2. „Co Się Stało z Mamą”
3. „Opera Mydlana”
4. „Nie Przepraszam za Nic”
5. „Tak Nam Słodko, Tak Nam Gorzko”
6. „Machina Czasu”
7. „Moja Europo”
8. „Bar Przed Zakrętem”
9. „Seledynowa Lampka”
10. „Jerzy”
11. „Łza Na Rzęsie (Mi Się Trzęsie)”
12. „Weselne Dzieci”
13. „Trzymaj Się”
14. „Czy Warto”
15. „Trzeba Ognia Czasem Dać”
16. „Piosenka Zakochanej Muzy”